# Estado Chu
Chu (en chino, 楚国; pinyin, Chǔ guó; Wade-Giles, Ch'u3) fue un reino situado en lo que hoy es China central y meridional durante el período de Primaveras y Otoños (722-481 a. C.) y el período de Reinos Combatientes (481-212 a. C.).
Fue originalmente conocido como Jing (荆) y luego como Jingchǔ (荆楚). Con el peso de su poder, el reino Chǔ ocupó vastas tierras, incluyendo las provincias actuales de Hunan, Hubei, Chongqing, Henan, Shanghái, y partes de Jiangsu. La capital de Chu era Ying (郢) y estaba ubicada en lo que hoy es la provincia de Hubei.